# Moranopteris
Moranopteris är ett släkte av stensöteväxter. Moranopteris ingår i familjen Polypodiaceae.

## Dottertaxa tillMoranopteris, i alfabetisk ordning[1]
- Moranopteris achilleifolia
- Moranopteris aphelolepis
- Moranopteris basiattenuata
- Moranopteris blepharidea
- Moranopteris bradei
- Moranopteris caucana
- Moranopteris cookii
- Moranopteris gradata
- Moranopteris grisebachii
- Moranopteris hyalina
- Moranopteris killipii
- Moranopteris knowltoniorum
- Moranopteris liesneri
- Moranopteris longisetosa
- Moranopteris microlepis
- Moranopteris nana
- Moranopteris nimbata
- Moranopteris perpusilla
- Moranopteris plicata
- Moranopteris rupicola
- Moranopteris serricula
- Moranopteris setosa
- Moranopteris setulosa
- Moranopteris sherringii
- Moranopteris simplex
- Moranopteris taenifolia
- Moranopteris trichomanoides
- Moranopteris truncicola
- Moranopteris williamsii
- Moranopteris zurquina